# Oprostovice
Oprostovice település Csehországban, Přerovi járásban. Oprostovice Kladníky, Žákovice, Radotín, Soběchleby és Bezuchov településekkel határos. Lakosainak száma 84 fő (2024. január 1.).

## Népesség
A település lakosságának változását az alábbi diagram mutatja:
| Lakosok száma | 167  | 157  | 172  | 153  | 116  | 115  | 89   | 86   | 84   | 84   |
|               | 1869 | 1890 | 1921 | 1950 | 1980 | 2001 | 2017 | 2019 | 2022 | 2024 |